# 행복채널
행복채널은 KBS 2TV에서 1998년 10월 12일부터 2003년 10월 31일까지 방송되었던 아침 토크 쇼 프로그램이다.

## 역대 MC
역대 MC는 다음과 같다.
- 김미화, 김병찬, 故 김동길 (1998년 10월 12일 ~ 1999년 4월 30일)
- 김미화, 이상벽 (1999년 5월 3일 ~ 1999년 10월 15일)
- 김연주, 박철, 임백천 (1999년 10월 18일 ~ 2000년 4월 28일)
- 김연주, 이용식, 임백천 (2000년 5월 1일 ~ 2000년 12월 29일)
- 김연주, 이창명, 임백천 (2001년 1월 1일 ~ 2001년 4월 6일)
- 박미선, 강석우 (2001년 4월 9일 ~ 2001년 11월 2일)
- 박미선, 강석우, 이경애 (2001년 11월 5일 ~ 2002년 3월 2일)
- 박미선, 강석우, 홍서범 (2002년 3월 5일 ~ 2003년 10월 31일)

## 역대 방송시간
| 방송 채널 | 방송 기간                          | 방송 시간                                                     |
| --------- | ---------------------------------- | ------------------------------------------------------------- |
| KBS 2TV   | 1998년 10월 12일 ~ 1999년 4월 30일 | 매주 평일 아침 9시 30분 ~ 10시 40분                           |
| KBS 2TV   | 2000년 5월 1일 ~ 2001년 10월 5일   | 매주 평일 아침 9시 30분 ~ 10시 40분                           |
| KBS 2TV   | 2001년 11월 5일 ~ 2003년 10월 31일 | 매주 평일 아침 9시 30분 ~ 10시 40분                           |
| KBS 2TV   | 1999년 5월 3일 ~ 1999년 7월 16일   | 매주 평일 아침 9시 30분 ~ 10시 35분                           |
| KBS 2TV   | 1999년 7월 19일 ~ 1999년 10월 15일 | 매주 평일 아침 9시 30분 ~ 10시 25분                           |
| KBS 2TV   | 1999년 10월 18일 ~ 2000년 4월 28일 | 매주 평일 아침 9시 30분 ~ 10시 45분                           |
| KBS 2TV   | 2001년 10월 8일 ~ 2001년 11월 2일  | 매주 월요일, 화요일, 목요일, 금요일 아침 9시 30분 ~ 10시 40분 |
| KBS 2TV   | 2001년 10월 8일 ~ 2001년 11월 2일  | 매주 수요일 아침 9시 20분 ~ 10시 40분                         |

## 기타
- 1999년 7월 5일부터 2001년 4월 6일까지 해당 프로그램 메인 MC로 활동했던 임백천은 <행복채널>의 후속작 여유만만에 2011년 2월 25일 게스트로 출연[2]했다.